# أنقولية بلوشية
أنقولية بلوشية (الاسم العلمي: Aquilegia baluchistanica) هي نوع من النباتات تتبع جنس الأنقولية من الفصيلة الحوذانية.